# 大朝駅
| 駅舎 |  | 駅窓口 |
| 駅舎 |  | 駅窓口 |

| 旧大朝駅（大朝車庫） |  | 旧駅舎の窓口 |
| 旧大朝駅（大朝車庫） |  | 旧駅舎の窓口 |

大朝駅（おおあさえき）は、広島県山県郡北広島町にあるバスターミナル。

## 概要
国鉄バス広浜線の自動車駅として県道沿いに開設された。広浜線と川本線が接続する国鉄バスのターミナルとしての機能を果たしていたが、高速道路の開通に伴い、1991年に県境区間（上大塚 - 丸瀬橋）、1998年に当駅以北の広浜線は廃止となった。2003年3月には川本線の一般路線、そして2023年3月末をもって広浜線の全区間が廃止となり、国鉄・JRバスの結節点としての機能は失われた。
一方で、中国JRバスの支線や広島電鉄の町内路線が大朝交通に移管され、また川本線の廃止後は邑南町営バスが代替運行を行なうようになったことから、これらの代替路線バスと広浜線との結節点とするべく、新たにショッピングセンター・福祉センターと隣接する場所にバスターミナルを整備することになり、2003年4月30日より供用を開始した。
これにより、それまでの大朝駅は車庫機能のみが残ることになり、停留所名も「大朝車庫」に変更された。駅舎はその他の設備とともに2011年に撤去されている。
窓口ではバスの他、JRの乗車券を購入することもできる。

## 乗入れ路線
高速バスは当駅には入らず、広島市（広島駅） - 浜田市（浜田駅）、大阪市（大阪駅） - 浜田市（浜田駅）・江津市（江津駅）・益田市（益田駅）が大朝インターチェンジに発着している。

### 大朝交通
- ホープバス 大朝千代田線（2023年4月よりJRバス広浜線廃止にともない日曜・祝日運休から毎日運転に変更）
  - 大朝駅 - 北広島病院前
- 美和線（日曜・祝日運休）
  - 安芸美和 - 大朝駅→大朝IC

### 邑南町営バス
- 大朝線
  - 大朝駅 - 田所道の駅